# اسفندان (ساری)
اسفندان، روستایی است از توابع بخش رودپی شمالی شهرستان ساری در استان مازندران ایران.

## جمعیت
این روستا در دهستان فرح‌آباد جنوبی قرار داشته و براساس آخرین سرشماری مرکز آمار ایران که در سال ۱۳۹۵ صورت گرفته، جمعیت آن ۹۷۳نفر (۱۸۲خانوار) بوده‌است.